# Моралес Бермудес, Франсиско
Франсиско Моралес Бермудес Серрутти (исп. Francisco Morales Bermúdez Cerrutti; 4 октября 1921, Лима — 14 июля 2022, там же) — перуанский военный и политический деятель. После военного переворота и смещения президента Веласко Альварадо возглавлял Перу с 1975 по 1980 год.

## Биография
Родился в Лиме в 1921 году в аристократической офицерско-генеральской семье, чьи корни происходят из области Тарапака, ныне принадлежащей Чили. Учился в иезуитской школе.
В 1939 году поступил в военное училище Чоррильос и закончил его в 1943 году в звании лейтенанта инженерных войск. Закончил штабное училище в Перу и высшее военное училище в Аргентине. Преподавал в должности профессора в училище Чоррильос, инженерном училище и высшем военном училище в Лиме.
Занимал ряд видных постов в армии: был начальником штаба дивизии, заместителем начальника управления боевой подготовки армии, членом Объединённого военного командования вооружённых сил.

## Политическая карьера
В 1968 году получил звание бригадного генерала и в марте был назначен на пост министра финансов и торговли в правительстве президента Фернандо Белаунде Терри, но после внутренних разногласий в правительстве был вынужден уйти в отставку уже в июне.
В том же 1968 году Белаунде Терри был свергнут со своего поста в результате переворота и новая военная администрация во главе с Хуаном Веласко назначила его на пост министра экономики и финансов в Революционном правительстве вооружённых сил (занимал эту должность с марта 1969 до декабря 1973 года) и, одновременно, начальника генерального штаба. В январе 1974 года был назначен главнокомандующим вооружёнными силами Перу.
1 февраля 1975 года был назначен председателем Совета министров и министром обороны Перу.
В стране всё больше ухудшалось экономическое положение, и военные, воспользовавшись болезнью Веласко Альварадо, организовали бескровный государственный переворот 29 августа 1975 года после которого Франсиско Моралес Бермудес стал президентом Перу. В коммюнике вооружённых сил указывалось, что «изменения на посту главы государства не подразумевают изменений в генеральном политическом курсе перуанской революции».

## Президентство
Выступая 5 сентября по национальному радио и телевидению, Моралес Бермудес заявил, что смена государственного руководства означает начало второго этапа развития перуанской революции, когда будут углубляться и расширяться социально-экономические преобразования. В области внешней политики новое руководство, по его словам, «будет проводить антиимпериалистический курс, направленный на достижение полной экономической и политической независимости Перу».
После правления Веласко Альварадо Перу оказалось в сложной экономической и социальной ситуации. Правительство Моралеса Бермудеса приняло новый курс реформ, свернув с социалистического курса, принятого при прежней администрации и сделав упор на поощрение частных инвестиций в промышленность и торговлю.
В августе 1977 года был опубликован закон, разрешавший создание в стране банков с участием транснационального капитала; под давлением монополий правительство согласилось выплатить компенсацию за экспроприированную в 1975 года собственность филиала нефтяной компании «Gulf Oil», повысило с 14 до 20% долю прибыли, которую иностранным вкладчикам разрешено было переводить из Перу. Возникла «модернизированная» зависимость от иностранного капитала: государство превращалось в его главного партнера, а перуанские предпринимательские круги — во второстепенного участника.
Закон, принятый в мае 1978 года, предоставил предпринимателям широкие возможности увольнения неугодных рабочих и профсоюзных деятелей. Новый закон о печати, утверждённый в июле 1978 года, свёл на нет идею о передаче в руки общественных организаций средств информации. Термин «социализм» был полностью исключен из употребления. К тому же 5 июня 1981 года в авиационной катастрофе погиб фактический лидер левонастроенных военных, командующий сухопутными силами Ойос Рубио.
В 1980 году Бермудес принял решение организовать свободные выборы. Прошли длительные переговоры с рядом политических партий (АПРА, Народное действие, народно-христианская и коммунистическая), после чего 4 октября 1977 года состоялись выборы представителей в Учредительное собрание, которое приняло новую Конституцию Перу 1979 года, заменившую конституцию 1933 года.
В 1980 году прошли президентские выборы, на которых победил свергнутый в 1968 году Белаунде Терри.

## После президентства
После отставки ушёл из политики и допускал редкие высказывания исключительно по ситуации в армии.
В 1985 году предпринял попытку вернуться во власть и выставил свою кандидатуру на президентских выборах, но потерпел неудачу набрав менее одного процента голосов.
Разыскивался итальянскими властями из-за предполагаемого исчезновения 25 итальянских граждан в рамках операции «Кондор» в 1970 годах.
Скончался 14 июля 2022 года.

## Дополнительная информация
Его дед, генерал Ремихио Моралес Бермудес, был президентом Перу в 1890-1894 годах. 

Его отец, также генерал, был убит за свои политические взгляды сторонниками тогда левонационалистической партии АПРА.